# My Perfect Family (serie televisiva)
My Perfect Family (in italiano: ''Mi famiglia perfetta'') è una serie televisiva teen drama statunitense, trasmessa dal 2018 su NBC.

## Trama
La serie racconta la storia di Los Guerrero, cinque fratelli che lottano per raggiungere il Sogno americano e andare avanti dopo la morte del padre e la deportazione della madre in Messico. Los Guerrero devono dimostrare di essere una famiglia molto unita per affrontare i diversi ostacoli e le situazioni incontrate dagli immigrati negli Stati Uniti. Disfunzionali ma sempre uniti, questi fratelli, El Patas (Jorge Luis Moreno), Rosa (Laura Chimaras), Marisol (Gala Montes), Julián (Gabriel Tarantini) e Lili (Ainhoa Paz), vivranno la difficile situazione di vedere la loro madre, Irma (Laura Flores), prendere la dolorosa decisione di lasciarli a Houston, (Stati Uniti) per assicurare loro un futuro migliore quando sarà deportata in Messico. Da questo momento, i Guerrero dovranno sostenersi a vicenda per superare gli ostacoli di una famiglia immigrata negli Stati Uniti, realizzare il sogno americano e, allo stesso tempo, restare uniti sotto lo stesso tetto. Nella loro lotta, avranno il sostegno di Erika Ramírez (Sabrina Seara), un'assistente sociale che si occupa del caso di questi cinque fratelli, e Santiago Vélez (Mauricio Henao), un allenatore di calcio maschile che scopre il talento di Marisol giocando a calcio. Attraverso la sua passione per questo sport, Marisol riattiverà la fiducia nella sua famiglia per continuare a lottare per i suoi sogni indipendentemente dagli ostacoli che devono affrontare.

## Puntate
| Stagione       | Puntate | Prima TV USA | Prima TV Italia |
| -------------- | ------- | ------------ | --------------- |
| Prima stagione | 94      | 2018         | inedita         |

## Personaggi e interpreti

### Principali
- José María Guerrero, interpretata da Jorge Luis Moreno.
- Erika Ramírez, interpretato da Sabrina Seara.
- Marisol Guerrero, interpretata da Gala Montes.
- Irma Solís, interpretata da Laura Flores.
- Santiago Vélez, interpretato da Mauricio Henao.
- Rosa Guerrero, interpretata da Laura Chimaras.
- Julián Guerrero, interpretato da Gabriel Tarantini.
- Lili Guerrero, interpretata da Ainhoa Paz.

### Secondari
- Dakota Johnson, interpretata da Sonya Smith.
- Amparo De Vélez, interpretato da Coraima Torres.
- Camilia Pérez, interpretata da Karla Monroig.
- Miguel Ángel Vélez, interpretato da Juan Pablo Shuk.
- Ashley Johnson, interpretato da Natasha Domínguez.
- Antonia Cadenas, interpretata da Daniela Navarro.
- Francisca Rojas, interpretato da Beatriz Monroy.
- Vicente Cadenas, interpretato da Roberto Plantier.
- Tito Pérez, interpretato da José Guillermo Cortines.
- Alma Izaguirre, interpretata da Veronica Schneider.
- Felipe, interpretata da Eduardo Orozco.
- Rafael, interpretata da Ricardo Álamo.
- Mireya, interpretata da Beatriz Valdés.
- Daniel Mendoza, interpretata da Francisco Rubio.
- Andrea Fox, interpretato da Laura Vieira.
- Megan Summers, interpretata da Estefany Oliveira.
- Marcos, interpretato da Enrique Montaño.
- Penélope Díaz, interpretato da Paulina Matos.
- Tiffany Johnson, interpretato da Michelle Taurel.
- Génesis Pérez, interpretata da Michelle De Andrade.
- Sandra Ryan, interpretata da Ana Wolfermann.
- Eddie Pérez, interpretata da Jerry Rivera Mendoza.
- Maddox Guerrero, interpretato da Diego Herrera.
- Danielito, interpretata da Matheo Cruz.